# 광명성 2호
광명성 2호(光明星 2號)는 조선민주주의인민공화국이 2009년 4월 5일에 발사한 은하 2호 로켓에 탑재되었던 인공위성이다. 시험 통신 위성으로, 북한 조선중앙통신사는 5일 오후 3시 30분께 "인공위성 '광명성-2호'가 궤도 진입에 성공했다"고 발표했지만 국제 사회는 인정하지 않는다. 궤도 경사각은 40.6°. 지구로부터 제일 가까운 거리는 490km, 제일 먼 거리는 1426km인 타원궤도로, 주기는 104분 12초이다. 대한민국의 청와대는 5일 오전 11시 30분 15초에 함경북도 화대군 무수단리(동해 위성 발사장)에서 로켓을 발사했다고 발표하였으며, 대한민국과 미국측은 인공위성 발사체가 궤도에 오르지 못하고 바다에 떨어졌다고 했다.

## 발사 예고
조선우주공간 기술위원회는 2009년 2월 24일 대변인 담화를 통해 "인공위성을 발사하기 위한 준비를 본격적으로 진행하고 있다"고 밝혀 광명성 2호의 존재를 처음으로 알렸다. 이에 대해 발사하려는 것이 미사일이나 인공위성이냐는 논란이 일었다. 3월 11일 미국 국가정보국장 데니스 블레어는 북한이 발사하려는 것이 우주발사체(space launch)로 보인다는 견해를 밝혔다.

## 기능
조선중앙통신에 따르면 광명성 2호는 측정기재와 통신기재들이 설치되어 있으며, 김일성장군의 노래, 김정일장군의 노래와 측정자료들을 470MHz로 지구에 전송하는 시험 통신 위성이다.

## 성공 여부
- 북한 조선중앙통신사는 광명성 2호는 로켓 "은하 2호"를 통해 궤도에 정상적으로 진입하고, 자기 궤도에서 정상적으로 돌고 있다고 주장했다. 궤도 경사각은 40.6°. 지구로부터 제일 가까운 거리는 490 km, 제일 먼 거리는 1426km인 타원궤도로, 주기는 104분 12초라고 발표했다. 북한은 성공했다고 주장했지만 국제 사회는 성공으로 인정하지 않는다.

- 대한민국과 미국은 로켓의 2단계와 3단계 부분이 모두 태평양에 떨어지거나[7] 위성이 궤도에 진입하지 못해 실패했다고 했다.

- 온라인상으로 우주전문뉴스를 다루는 미국의 스페이스플라이트나우(Spacefilghtnow.com)[8]는 '글로벌 시큐리티(Global Security)'의 '찰스 빅(Charles Vick)' 연구원의 최신 자료분석을 인용하여 북한의 광명성2호가 알려진것보다 훨씬 성능이 뛰어났다고 전했다. 찰스 빅의 분석에 따르면 광명성2호의 로켓은 발사대로부터 2,390 miles (약 3,846km)까지 날아갔으며 이것은 초기에 관측한 것보다 최대 800km까지 더 멀리 날아갔다고 한다. 또 로켓은 일시적이지만 지구바깥의 우주(Outer space)로 약 80km 이상의 높이로 날았다고 한다. 그러나 고체추진의 3단로켓이 적절히 분리가 되지 않아 실패하게 되었다고 전했다. 한편 찰스빅 연구원은 로켓의 1,2단 추진체가 북한이 미리 동해와 태평양상에 설정한 임팩트존(위험구역)안에 정확히 떨어졌으며, 로켓내부에 고도조절장치와 우주바깥에서의 고온을 견디기 위한 장치가 되어있다고 전했다.[9]
- 광명성2호의 성공여부에 대해서는 미국쪽에서는 대체로 성공적인 실패(Successful failure)로 보고 있으나 북한에서는 여전히 성공을 주장하고 있다.특히 2009년 5월 7일에는 북한의 조선우주공간기술위원회는 광명성2호의 정상궤도 진입을 재차 강조하면서 "위성관측과 관제시험이 정상적으로 진행됐다"고 주장했지만 (평양 조선중앙통신-연합통신인용)[10] 국제 사회는 인정하지 않는다.

## 국제사회의 반응
- 대한민국 : 청와대 이동관 대변인은 12시 춘추관 브리핑룸에서, “온 세계가 경제위기 극복을 위해 한마음으로 지혜를 모으고 있는 때에 장거리 로켓발사로 한반도와 세계 안보에 심각한 위협을 안겨줬다."며, "북한 당국의 무모한 행동에 실망과 안타까움을 금할 수 없다”고 말했다. 이명박 대통령은 상황을 예의주시하고 군 경계태세를 확실히 하라고 지시했다.
- 미국 : 미국 국무부는 “국제사회의 비난에도 예고했던 대로 로켓 발사를 강행했다”면서 이는 도발 행위라고 말했다.
  - 미국 항공우주국(NASA)이 2009년 4월 5일 북한이 쏘아올린 '광명성 2호'가 인공위성임을 인정하고 있는 사실이 밝혀졌다고 재일 《조선신보》가 2009년 8월 21일 보도했다.[11]

- 일본 : 가와무라 다케오 관방장관은 이날 낮 총리 관저에서 기자회견을 하고 “북한이 발사를 강행한 것은 깊은 유감이며 엄중하게 항의한다”고 말했다.[12]

### 유엔 안보리
일본은 로켓 발사 직후, 의장국인 멕시코에 국제 연합 안전보장이사회 긴급회의 개최를 요청했으며 이에 따라 제1차 비공개 협의가 개최되었으나 구체적인 결론을 이끌어 내는데는 실패한 것으로 알려졌다.
그렇지만 같은 달 14일에 열린 회의에서 15개 회원국의 만장일치로 로켓 발사를 규탄하는 의장 성명을 발표했다.

## 같이 보기
- 광명성 1호
- 광명성 3호
- 광명성 4호
- 발사체(운반로켓)
- 대륙간 탄도 미사일(ICBM)
- 2006년 조선민주주의인민공화국 미사일 발사 사건
- 우리네 위성이 하늘에 떴소